# Café dalgona
Le café dalgona  (coréen : 달고나커피) est une boisson originaire de Corée du Sud, obtenue en fouettant de la poudre de café instantané, du sucre et de l'eau chaude (en proportions égales) jusqu'à ce que le mélange devienne crémeux, puis en le versant sur du lait (chaud ou froid). On peut ensuite le saupoudrer de toffee, de cacao ou de miel.

## Historique
Cette recette est apparue d'abord comme une version fait maison du café battu (en) indien (phenti hui), puis s'est répandue viralement (parmi d'autres échanges de recettes et de photos de café fait maison) en Corée du Sud durant la période de distanciation physique induite par la pandémie de Covid-19 ; c'est pourquoi le café dalgona est également surnommé le « café de la quarantaine » (quarantine drink),. Le nom de « café dalgona » lui a été donné par l'acteur sud-coréen Jung Il-woo, qui avait comparé son goût à celui du dalgona, une sorte de toffee éponge coréen.
La boisson est ensuite devenue virale dans le monde entier et des variantes parfois assez éloignées ont été créées, par exemple en remplaçant le café par du matcha.